# 塞德利茨號重巡洋艦
塞德利茨號重巡洋艦（德語：KMS Seydlitz），係納粹德國海軍的一艘重巡洋艦。它是希佩尔将军级重巡洋舰的四號艦，但卻未能完工。該船於1936年12月開工，1939年1月下水，但二戰的爆發使得該艦的建造延宕，1940年夏天，在該船的完成度達95%時，裝配工作最終停了下來。沒完成的塞德利茨號被擱在船塢的碼頭邊直到1942年3月，納粹德國海軍決定在水面艦艇中優先建造航空母艦，而將塞德利茨號選爲改裝成輔助航空母艦的船舶之一時。
隨後，該船改名爲「威悉河號」（德語：KMS Weser）。按計劃，她在改造完成後能搭載10架Bf 109戰鬥機以及10架Ju 87俯衝轟炸機。但威悉河號的改造卻未能完成。最終，沒能完成改造的威悉河號被拖拽到哥尼斯堡鑿沉。後來，蘇軍在推進時擄獲了該船。蘇軍曾考慮過拆下該艦的零部件並安裝在其姐妹艦吕措号上以湊成一艘完整的軍艦。但蘇軍最終放棄了這個計劃，並將塞德利茨號解體報廢。

## 建造

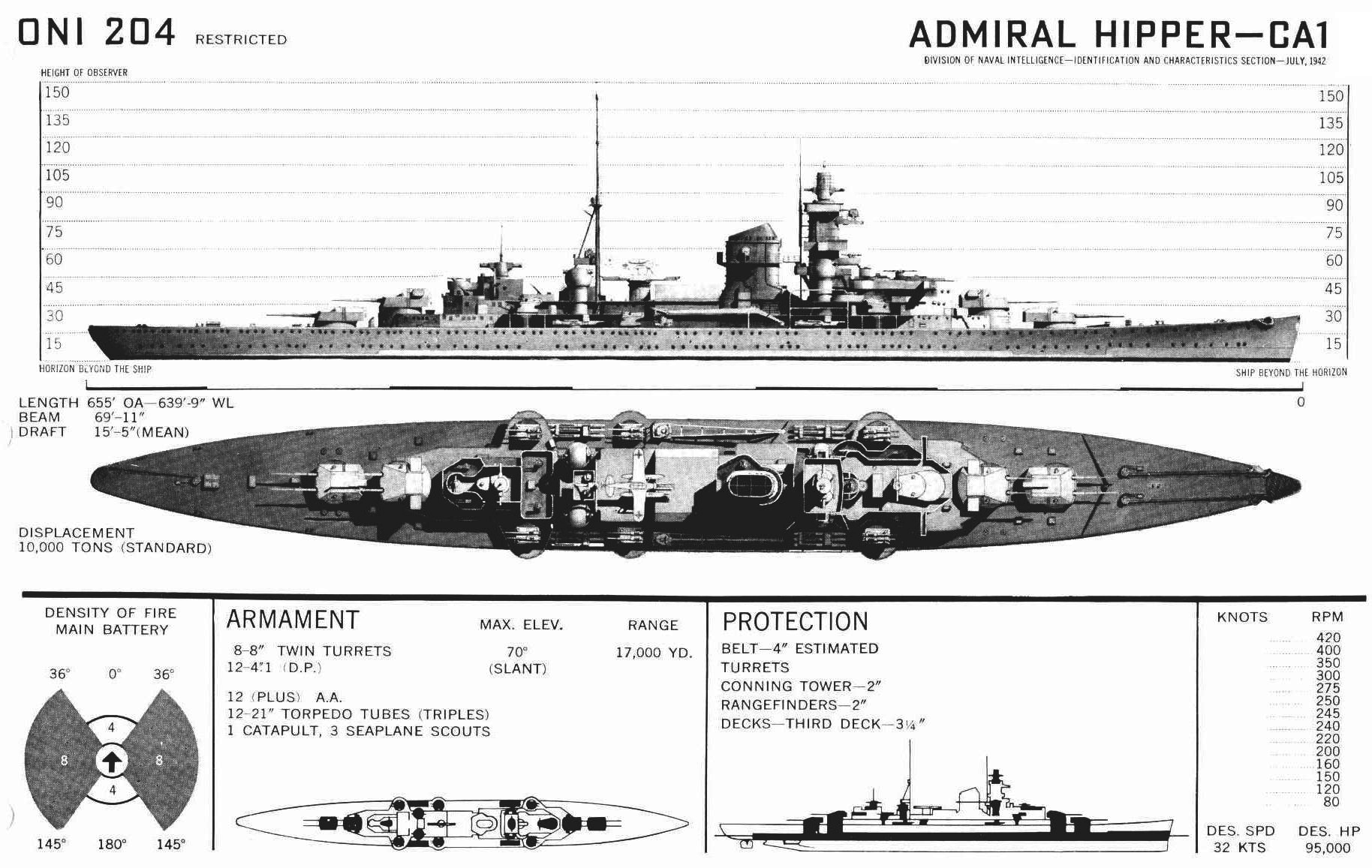
一艘希佩爾將軍級重巡洋艦的識別圖

塞德利茨號重巡洋艦爲納粹德國海軍委託德國造船建造的軍艦。最初，塞德利茨號是作爲希佩尔将军级重巡洋舰的輕巡洋艦衍生型設計的，它裝備了12門150毫米艦炮，而不是像希佩爾將軍號那樣裝備8門203毫米艦炮。但在1936年11月14日，納粹德國海軍改了主意，決定按和希佩爾將軍號相同的標準建造建造該艦。1936年12月29日，該艦開工，建造編號爲940。該艦於1939年1月19日下水，但在二戰於1939年9月爆發後，該艦的建造速度開始放緩，最終，該艦的建造工作在接近95%完成時停了下來。
塞德利茨號全長210米，船幅寬21.8米，最大最大吃水深度爲7.9米。該艦設計排水量爲17,600公噸，滿載排水量爲19,800公噸。該艦由三組齒輪傳動蒸汽輪機驅動。12臺高壓燃油鍋爐爲這些蒸汽輪機提供蒸汽。在功率爲132000軸馬力時，該艦的最大速度可達32節（59公里每小時）。按照設計，該艦的標準乘員數量為42名軍官和1340名士官兵。
塞德利茨號的主武器爲8門20.3厘米 SK L/60倍徑艦炮。這8門艦炮以雙聯裝的方式安裝在4門分別於該艦前後方以超越射擊方式排佈的砲塔上。 該艦的防空火網則由12門10.5厘米 L/65火炮、12門3.7厘米火炮以及8門2厘米火砲組成。該艦還配備了兩門並排安放在該艦上層結構後方的三聯裝53.3厘米魚雷發射管。另外，該艦亦配備了3架Ar 196水上偵察機和一臺彈射器。塞德利茨號的水線裝甲帶裝甲值爲70-80毫米、頂層甲板裝甲值爲12-30毫米，主裝甲甲板裝甲值則爲20-50毫米。該艦的主砲塔的正面裝甲厚度爲105毫米，側面則爲70毫米。

## 改造

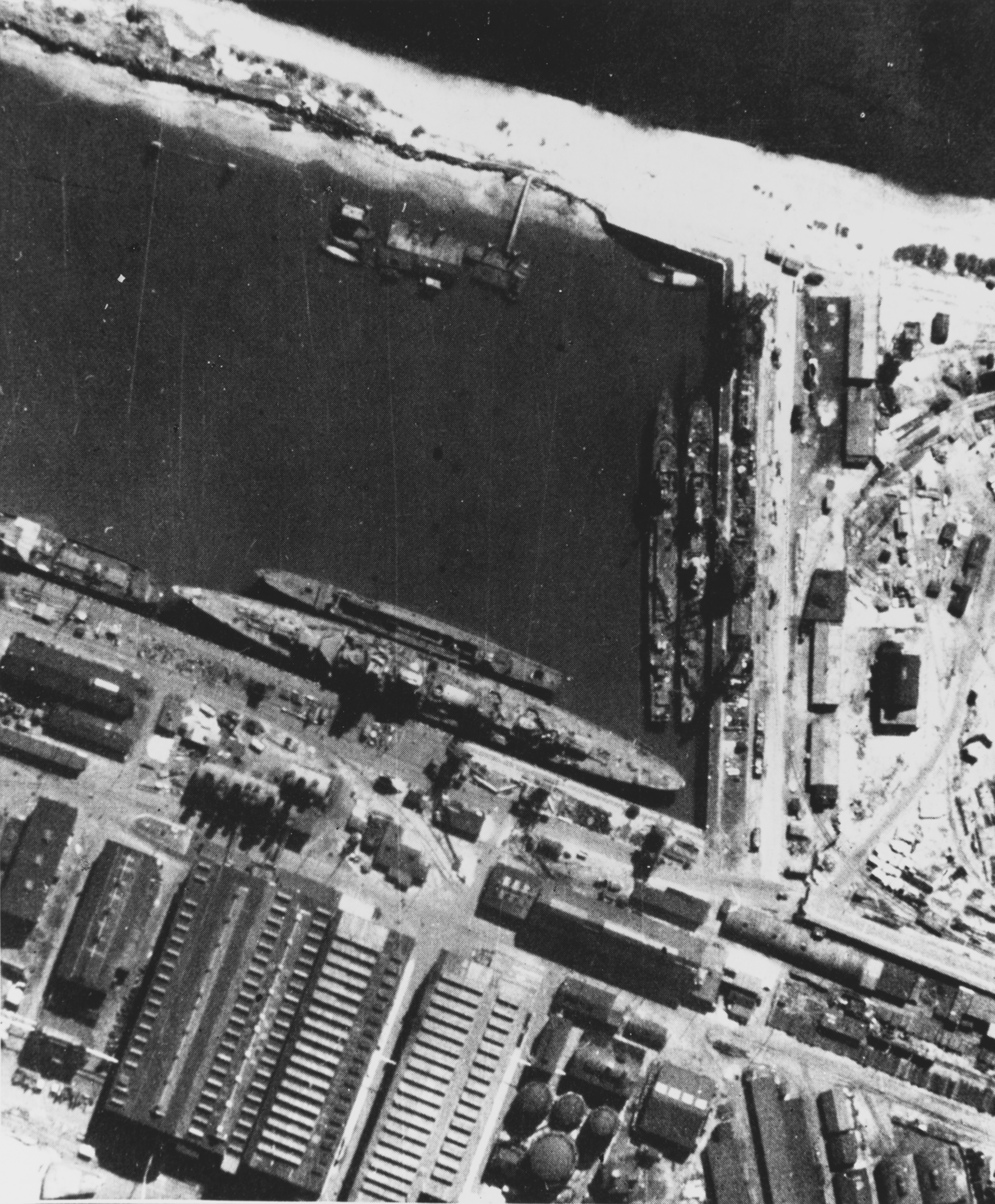
接受改造之前的塞德利茨號，攝於1942年5月

### 緣由
俾斯麥號戰艦在1941年5月被擊沉。在擊沉俾斯麥號的作戰行動中，英國的航母證明了它們的價值。隨後，俾斯麥號的姊妹艦鐵必制號戰艦也在1942年3月差點被英軍近距投射魚雷命中。這兩次事件使得納粹德國海軍開始考慮取得航母的必要性。一度於1940年4月擱置的專門建造的航空母艦齊柏林伯爵號航空母艦的建造工程又在1942年3月再開。另外，納粹德國海軍還決定將塞德利茨號和一批客輪改造成護航航空母艦

### 整修
在齊柏林伯爵號航空母艦的建造工程再開的同時，塞德利茨號的改造工程也開始了。爲了安裝飛行甲板和機庫，拆除了該艦大部分的上層結構，只留下煙囪。改造過程中該艦共有大約2400公噸的設備被拆除。按照改造計劃，飛行甲板應有200米長，30米寬；機庫則應長137.5米，位於艦首的部分應有17米寬，位於艦中部和艦尾的部分則應有12米寬。該艦的武裝則被縮減爲一套由10門以雙聯裝形式安裝的10.5厘米 L/65火炮、2座前向指揮塔以及3座後向指揮塔、10門以雙聯裝形式3.7厘米火炮以及24門以四聯裝形式安裝的20毫米火炮組成的防空火網。

### 配備
按改造計劃，塞德利茨號應搭載10架Bf 109戰鬥機以及10架Ju 87俯衝轟炸機。上述的Bf 109戰鬥機是Bf 109E的爲上艦而設計的改進型Bf 109T。爲了降低起飛滑跑距離，Bf 109T的機翼比陸機型的Bf 109要稍長些並可折疊。上述的Ju 87的型號則是Ju 87E。Ju 87E是以Ju 87D的海軍型，設計人員爲了能讓它能通過飛機彈射器起飛而對其了一些改進，並在該型飛機上安裝了着艦鉤。

### 結局
塞德利茨號亦改名爲威悉河號（德文：Weser），但納粹德國海軍卻在1943年6月中止了塞德利茨號的改造工程。尚未完成的威悉河號隨後被拖往哥尼斯堡，並在那裏一直待到了二戰結束。1945年1月29日，爲了避免該船被推進中的蘇聯紅軍俘獲，德國人將該艦鑿沉。蘇聯海軍曾經考慮過拆下該艦的零部件並安裝在呂佐號（一艘蘇聯於蘇德戰爭爆發前購買的未完成的塞德利茨號的姊妹艦）上以湊成一艘完整的軍艦。但蘇軍最終放棄了這個計劃，並將塞德利茨號解體報廢。

## 注解
1. ↑  「L/60」表示該炮的炮管長度爲60倍徑，即其砲管長度爲口徑的60倍

## 引註
1. 1 2 3  Gröner，第65頁.
2. ↑  Williamson，第42頁.
3. 1 2 3  Gröner，第67頁.
4. ↑  Evans，第13頁.
5. 1 2  Gröner，第66頁.
6. 1 2  Garzke & Dulin，第296頁.
7. ↑  Gröner，第72頁.
8. ↑  Fontenoy，第75頁.
9. 1 2 3 4  Gröner，第76頁.
10. ↑  Gröner，第75頁.
11. ↑  Caldwell & Muller，第80頁.
12. ↑  Kay & Couper，第157頁.

## 外部連結
- Illustrations of Seydlitz as a cruiser and the proposed carrier conversion